# Kardaun

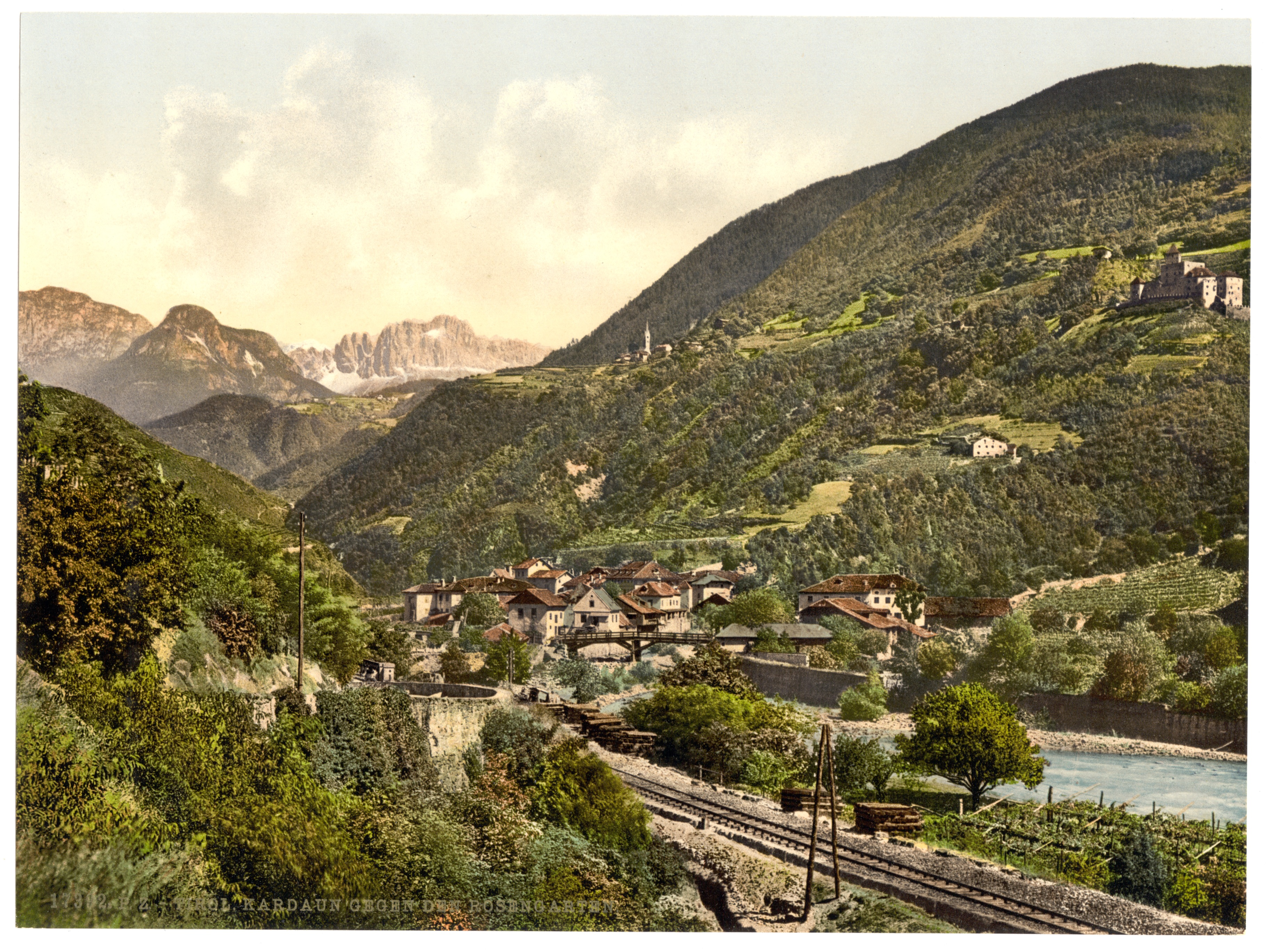
Blick auf Kardaun zwischen 1890 und 1900 (am rechten oberen Bildrand Burg Karneid)

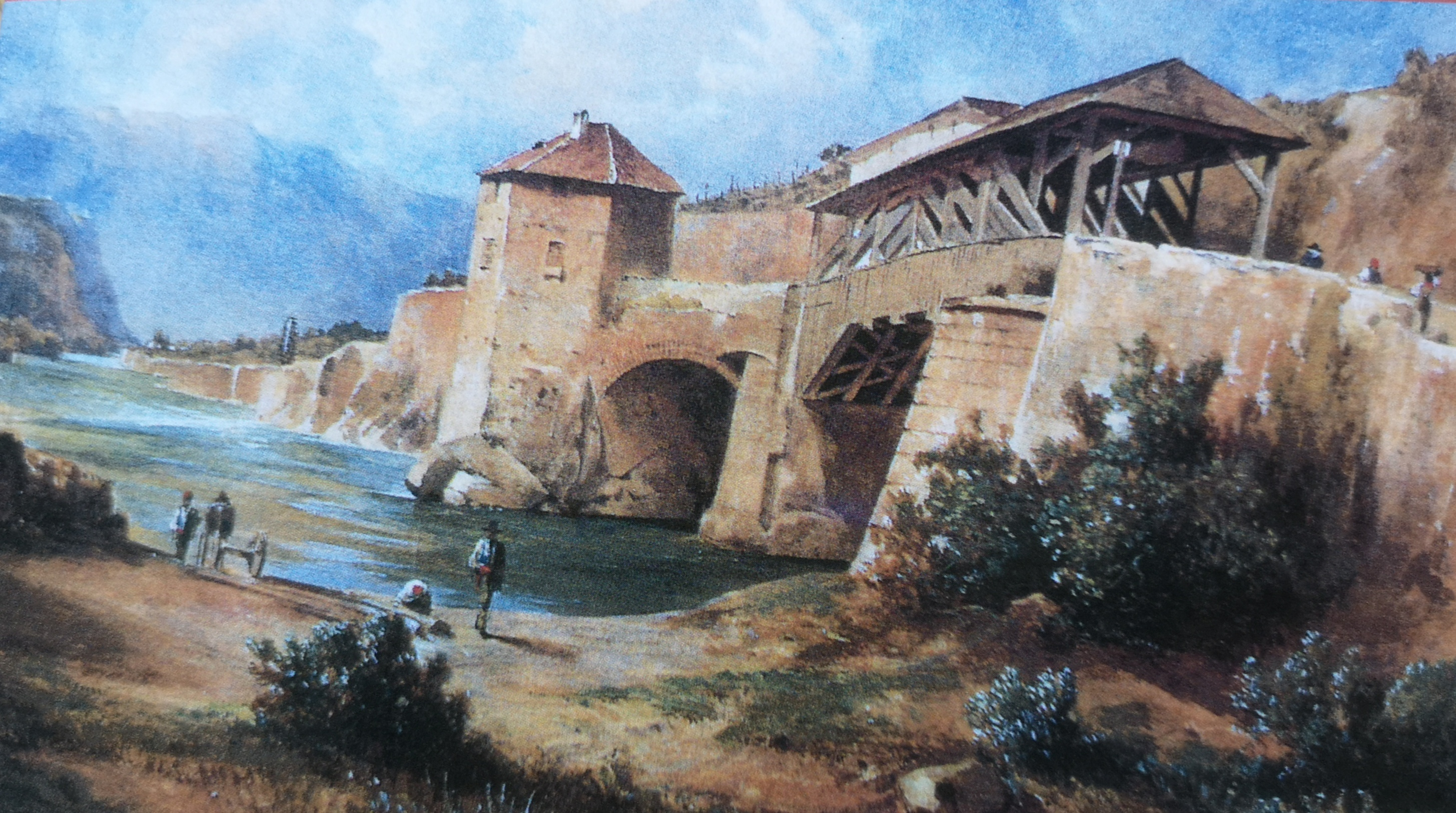
Gottfried Seelos: Brücke am Feigenstein, 1857 (Ölgemälde)

Kardaun (italienisch Cardano) ist ein Dorf in Südtirol sowie eine Fraktion und der Sitz der Gemeinde Karneid. Kardaun hat rund 500 Einwohner und liegt im äußersten Nordwesten des Gemeindegebiets an der Grenze zur Südtiroler Landeshauptstadt Bozen (genauer zu den Stadtteilen Kampill und Leitach).

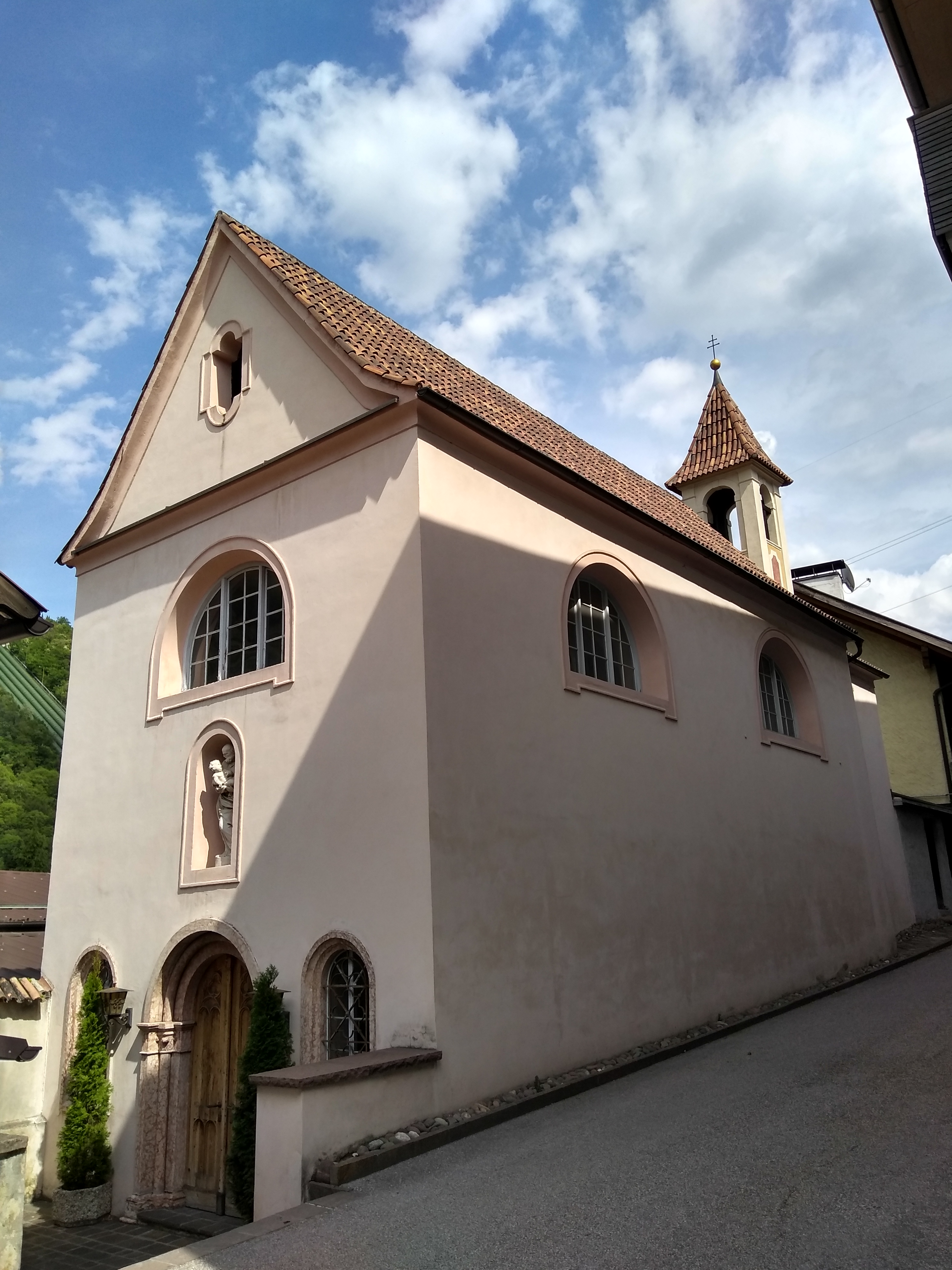
Maria-Hilf-Kirche im alten Ortskern

Kardaun ist mit 300 m s.l.m. das tiefgelegenste Dorf des Eisacktals, das hier seinen schluchtartigen Charakter verliert, ehe es sich im Bozner Talkessel mit dem Etschtal vereint. Bei Kardaun zweigt das Eggental vom Eisacktal Richtung Südosten ab. Der kleine Ortskern liegt im engen Talboden zwischen dem Eisack und dem Kardauner bzw. Eggentaler Bach. In erhöhter Hanglage über dem Ort befinden sich das Dorf Karneid und Burg Karneid.
Das Ortsbild von Kardaun ist heute stark von den großen Verkehrsinfrastrukturen bestimmt, die sich von Bozen kommend ins Eisacktal ziehen: die Brennerautobahn, die Brennerstaatsstraße und die Brennerbahn. Knapp östlich des Ortszentrums nimmt die das Eggental erschließende SS 241 ihren Anfang. Zudem führt die Radroute 1 „Brenner–Salurn“ vorbei, die bei Kardaun als Radkunstweg „Augenreise“ gestaltet ist.
In Kardaun befinden sich das Rathaus der Gemeinde Karneid, eine Grundschule für die deutsche Sprachgruppe, ein Sozial- und Gesundheitssprengels sowie ein Sozialzentrum mit Behindertenwerkstätte.

## Geschichte
Möglicherweise ist die aus der Antike bezeugte römische Militärstation Pons Drusi bei Kardaun zu suchen.
Die Örtlichkeit Kardaun wird im Traditionsbuch des hier begüterten Augustinerchorhhernstifts Neustift in den Jahren 1190–1196 als Kardun ersturkundlich genannt. Der Name dürfte auf lateinisch carduus zurückgehen; das mögliche Ausgangswort *Cardumen (Mengensuffix -men) bedeutet so viel wie ‚bei den Disteln‘.
Historisch war Kardaun bis 1760 der Standort eines Zollhauses des Kunterswegs, der – ausgehend von der bis 1866 bestehenden Brücke am Feigenstein – seit der Mitte des 14. Jahrhunderts die Eisackschlucht zwischen Kardaun und Kollmann als bedeutende inner- und transalpine Verkehrsroute erschlossen hatte. Gerichtsherrschaftlich rechnete Kardaun in älterer Zeit zum Gerichtssprengel Steinegg, wie Urkunden des 15. Jahrhunderts bezeugen („ad Gardaun in iurisdictione Stainegkh“ im Jahr 1426; „im Gardaun im gericht Stainegkh“ 1490). Im gleichen Zusammenhang ist 1490 auch das Ortsried Unterkardaun (Vnndergardaun) belegt.
Die Maria-Hilf-Kirche im Dorf wurde um 1700 erbaut, 1875 vergrößert und 1944 aufgrund der Bombardierung der Brennerbahnlinie im Zweiten Weltkrieg stark beschädigt; ihr wurde in der Nachkriegszeit eine an erhöhter Position nach Entwurf von Erich Pattis neu errichtete Pfarrkirche zur Seite gestellt (mit Fassadenfresko des Hl. Wolfgang von Johann Baptist Oberkofler).
Im 19. und 20. Jahrhundert befand sich in Kardaun eine Porzellanfabrik, die die Lehmvorkommen des Gebiets nutzte.
Nach Kardaun benannt sind das seit 25. August 1929 in Betrieb stehende Wasserkraftwerk Kardaun, das auf der gegenüberliegenden Seite des Eisacks in Leitach auf Bozner Gemeindegebiet liegt, und der in den 1990er Jahren erbaute Kardauntunnel der Brennerbahn.

## Persönlichkeiten
- Waltraud Gebert-Deeg (* 1928 in Kardaun; † 1988 in Bruneck), Politikerin der Südtiroler Volkspartei und Mitglied der Landesregierung